# Michel Seymour
Michel Seymour   (1954) és un filòsof polític quebequès, escriptor i professor  a la Universitat de Montréal des del 1990, especialitzat en la filosofia política, la filosofia del llenguatge, la filosofia de la ment, els drets col·lectius i els nacionalismes.
Llicenciat per la Universitat del Quebec a Montréal, es va doctorar a la Université de Trois-Rivières l'any 1986 i part del seu doctorat el va redactar a la Universitat d'Oxford i a la Universitat de Califòrnia a Los Angeles. Fou el president de la Societat de Filosofia del Quebec de 1994 a 1996.
Ha publicat articles a nombroses revistes filosòfiques científiques com a The Journal of Philosophy, a Philosophical Studies, a Canadian Journal of Philosoph  o a Nations and Nationalism, entre d'altres. És l'autor llibres com La Nation en question, Pensée, langage et communauté, Le Pari de la démesure o De la tolérance à la reconnaissance —premi al llibre de l'Association canadienne de philosophie de 2009 i premi Jean-Charles Falardeau de la Fédération canadienne des sciences humaines el 2010— i ha dirigit diverses obres com Le fédéralisme multinational, États-nations, multinations et organisations supranationales, Nationalité, citoyenneté et solidarité o La reconnaissance dans tous ses états.